# Sok (rivière)
Pour les articles homonymes, voir Sok.
La Sok (en russe : Сок) est une rivière de Russie et un affluent de la rive gauche de la Volga.

## Géographie
La Sok arrose les oblasts de Samara et d'Orenbourg. Elle se jette dans la Volga à la hauteur du réservoir de Saratov, près de Samara.
Elle est longue de 364 km et draine un bassin versant de 11 700 km2. Son débit est de 16,1 m3/s, mesuré à 174 km de l'embouchure.
La Sok est gelée de la fin octobre – début décembre au mois d'avril. Elle a un affluent droit, la rivière Kondourtcha (Кондурча).

## Source
- (ru) Grande Encyclopédie soviétique